# Cahit Eruz
Cahit Eruz (* 1944 in Ankara; † 16. November 2015) war ein türkischer Fußballspieler.

## Sportlicher Werdegang
Eruz tauchte 1963 im türkischen Profifußball auf, als er für das Gründungsmitglied der zweiten Liga Ankara Güneşspor ebendort in der Wettkampfmannschaft auflief. Mit dem Klub belegte er vornehmlich Plätze im hinteren Tabellendrittel, in der Spielzeit 1965/66 erreichte er mit der Mannschaft die Finalrunde zum Aufstieg in die erste Liga. Dort blieb der Klub jedoch bei drei Unentschieden sieglos und wurde punktgleich mit Beyoğluspor aufgrund des besseren Torquotienten Vorletzter.
1967 wechselte Eruz zum Lokalkonkurrenten Ankara Demirspor in die höchste Spielklasse. Im Pokalwettbewerb 1967/68 erreichte er mit der Mannschaft das gegen den späteren Titelträger Fenerbahçe Istanbul verlorene Viertelfinale. Mit den bis dahin erzielten fünf Treffern krönte er sich jedoch gemeinsam mit Metin Yılmaz von MKE Ankaragücü zum Torschützenkönig des Wettbewerbs. Am Ende der Spielzeit 1970/71 stieg er als Tabellenvorletzter nach nur drei Saisonsiegen aus der 1. Lig ab. Auch in der zweiten Liga rutschte der Klub in den Abstiegskampf, konnte sich jedoch in der Spielklasse halten und später langfristig etablieren, Eruz beendete jedoch 1973 seine Profikarriere. Dabei hatte er für den Klub in 91 Erstligaspielen zwölf Tore geschossen.